# Pedro Couoh
Pedro Francisco Couoh Suaste (Tizimín, Yucatán; 4 de junio de 1969), también conocido como Pedro Couoh,  es un ganadero, empresario y político mexicano, militante del Partido Acción Nacional.
Es un reconocido productor ganadero en el oriente de Yucatán. Ha incursionado como empresario en la venta de alimentos para la ganadería desde 1995.
Ha sido alcalde del municipio de Tizimín en dos ocasiones, siendo electo por primera vez en las elecciones estatales de 2004 para el periodo 2004-2007, y reelegido de manera no consecutiva durante las elecciones estatales de 2021 para el periodo 2021-2024.
Se desempeñó como diputado local de 2010-2012 en la LIX Legislatura del Congreso del Estado de Yucatán por vía de representación proporcional.

## Biografía

### Vida personal
Pedro Couoh nació el 4 de junio de 1964 en la ciudad de Tizimín, hijo de Ventura Suaste Pat, originaria de Cantamayec, y Francisco Couoh Pech, originario de Motul, mismos que se establecieron en Tizimín, dedicándose al comercio de maíz, a la cría de ganado y a la avicultura. La ganadería sería la actividad en la que se desenvolvería más tarde, en su juventud, llegando a ser uno de los productores de ganado bovino más reconocidos de la región.
Incursionó como empresario en el comercio de alimentos para crianza de animales con la “Bodega del Productor”, misma de la que es dueño desde el año 1995. 
Está casado con Gabriela Mézquita Alonzo, licenciada en administración, con maestría en planificación de empresas y desarrollo regional, y doctorado en políticas públicas. Pedro Couoh y Gabriela Mézquita tienen dos hijos.

## Trayectoria política
Es militante del Partido Acción Nacional desde el 31 de julio de 1996. A partir del año 2000, se involucra completamente en la política, convirtiéndose en presidente del Comité Directivo Municipal del PAN en Tizimín.
En 2022 fue electo como consejero estatal de su partido.

### Presidente municipal 2004 - 2007
Fue electo en las elecciones estatales de 2004 como presidente municipal de Tizimín.
| Propietario                       | Suplente                       | Tipo                        |
| --------------------------------- | ------------------------------ | --------------------------- |
| Pedro Francisco Couoh Suaste      | Bertha Elena Trejo Gómez       | Mayoría relativa            |
| Genny Guadalupe Mendicuti Loria   | Enrique Uc Barbosa             | Mayoría relativa            |
| María Concepción Gómez Villanueva | Hernán Álvaro Tzuc Tuz         | Mayoría relativa            |
| José Gabriel Pérez Bates          | Amador Canché Miss             | Mayoría relativa            |
| Henry S. Ramos Trejo              | Gelmy Guadalupe Pérez Alamilla | Mayoría relativa            |
| María Edith Castro Cauich         | Mario José Balam Chimal        | Mayoría relativa            |
| María Elvira Coronado Arceo       | Alicia Guadalupe Viana Koh     | Representación proporcional |
| Vicente Caamal Hau                | Leonor Isabel May Acosta       | Representación proporcional |
| Seidy Guadalupe López Marfil      | Amalia Tec Villanueva          | Representación proporcional |
| Jesús Francisco Polanco Ávila     | Herberth Jesús Alcocer Aguilar | Representación proporcional |

#### Infraestructura

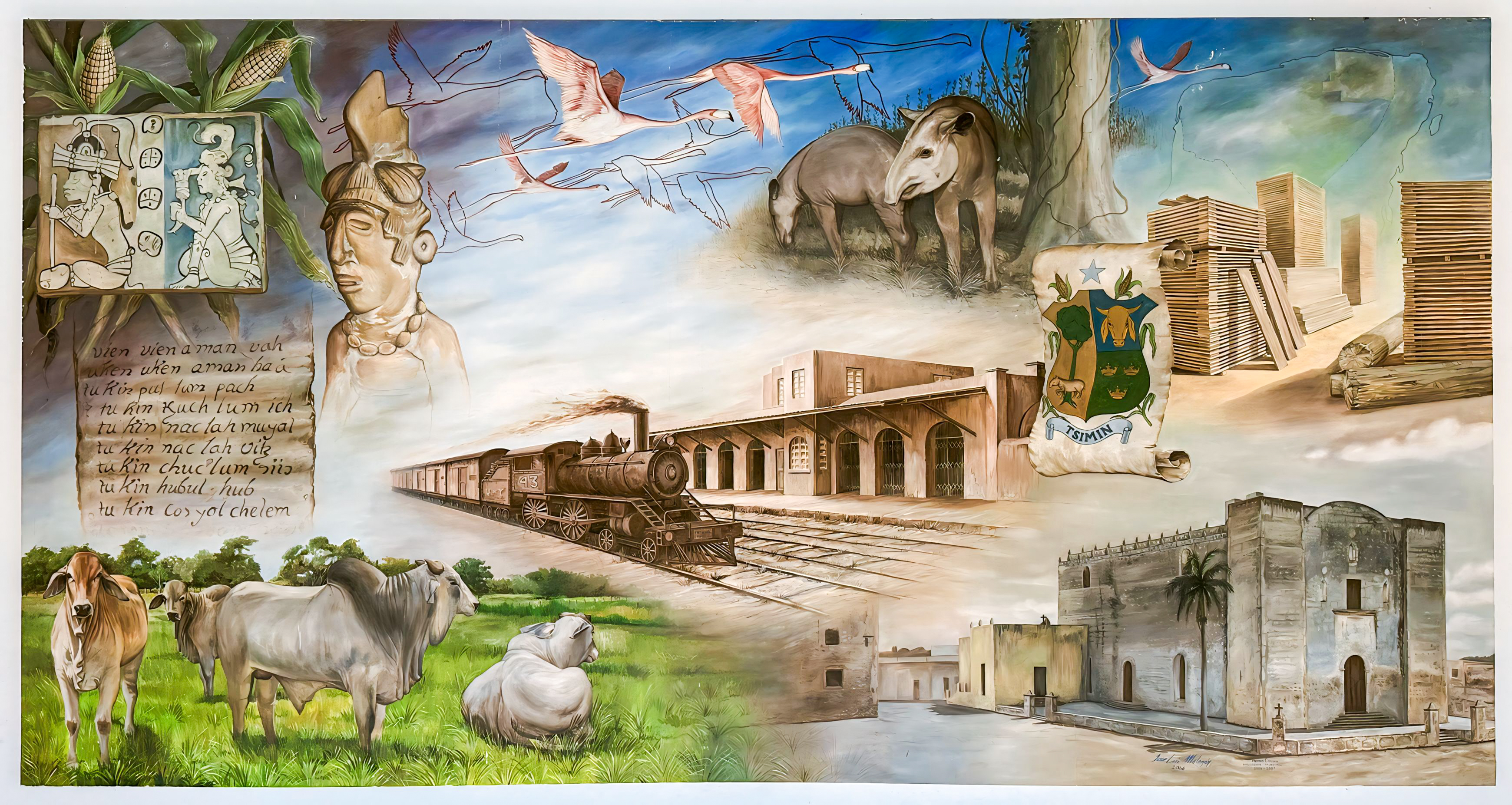
Cuadro en el Palacio municipal de Tizimín colocado durante la gestión de Pedro Couoh.

Durante su gestión se inauguró un nuevo recinto ferial para la Fiesta de los Reyes Magos de Tizimín, la cual se realizaba en el centro de la ciudad y fue reubicada tras la inauguración del recinto ferial.
Se construyó el Centro de Desarrollo Comunitario, sede del DIF municipal.
El palacio municipal fue remodelado parcialmente.

### Diputado local 2010 - 2012
Fue electo en las elecciones estatales de 2010 como diputado local por representación proporcional, para integrar la LIX Legislatura del Congreso del Estado de Yucatán.

### Candidato a la alcaldía de Tizimín (2021)
Fue candidato a la presidencia municipal de Tizimín por la coalición formada por el Partido Acción Nacional y Nueva Alianza. Obtuvo un total de 17 537 votos, ganando así las elecciones de 2021.
| \| Elecciones de 2021 \| Elecciones de 2021 \| Elecciones de 2021 \| Elecciones de 2021 \| Elecciones de 2021 \| \| ------------------ \| ------------------ \| ------------------ \| ------------------ \| ------------------ \| \| Partido político \| Partido político \| \| Votos \| Votos \| \| PAN y NA \| PAN y NA \| \| 17537 \| 17537 \| \| PRI \| PRI \| \| 12823 \| 12823 \| \| MORENA \| MORENA \| \| 6063 \| 6063 \| \| Fuente: IEPAC[7] \| \| \| \| \| |                  |  |       |       |
| Elecciones de 2021 |                  |  |       |       |
| Partido político | Partido político |  | Votos | Votos |
| PAN y NA | PAN y NA         |  | 17537 | 17537 |
| PRI | PRI              |  | 12823 | 12823 |
| MORENA | MORENA           |  | 6063  | 6063  |
| Fuente: IEPAC |                  |  |       |       |

### Presidente municipal 2021 - 2024
Fue electo en las elecciones estatales de 2021 como presidente municipal de Tizimín, por segunda ocasión.
| Propietario                       | Suplente                          | Tipo                        |
| --------------------------------- | --------------------------------- | --------------------------- |
| Pedro Francisco Couoh Suaste      | Francisco Javier Esperón López    | Mayoría relativa            |
| Saidy Amira Matos Matos           | Marisol Guadalupe Vázquez Sánchez | Mayoría relativa            |
| Abelomar Javier Portillo Vergara  | William Ariel Ruz Loeza           | Mayoría relativa            |
| Paloma Isabel Pérez Flores        | Lourdes María Canché Díaz         | Mayoría relativa            |
| José Alejandro Mezo Gastelum      | Jorge Andreo Ávila Alamilla       | Mayoría relativa            |
| Antonia Guadalupe Marrufo Díaz    | Misty Jenny Solís Rodríguez       | Mayoría relativa            |
| José Daniel Uitzil Balam          | Adrián Enrique Cepeda Cutiz       | Mayoría relativa            |
| Nery Margarita Pérez Alamilla     | Rubi Mercedes Acevedo Montalvo    | Representación proporcional |
| Jalil José Metri Medina           | Francisco José Chávez Escalante   | Representación proporcional |
| Carlos Adrián Quiróz Osorio       | Eliu José Güemez Pérez            | Representación proporcional |
| Kathia Isabel Castillo Villafania | María José Aguiar Coronado        | Representación proporcional |

#### Infraestructura
Durante su período se construyeron más de 50 domos en centros deportivos y canchas del municipio.
El 27 de octubre de 2021 fue reinaugurado el Parque Zoológico La Reina, tras los trabajos de remodelación realizados por el gobierno estatal y el ayuntamiento.
En el 2023, se remodeló completamente el centro histórico y se hicieron cambios menores en las banquetas y elementos ornamentales del palacio municipal, así como reemplazo de puertas, cambio de ventanas, restauraciones en las paredes y techos.
Se remodeló el Hospital General San Carlos y fue inaugurado por el entonces gobernador Mauricio Vila Dosal.